# Дзё, Сёдзи
Сёдзи Дзё (яп. 城 彰二 Дзё: Сё:дзи, род. 17 июня 1975, Муроран, Хоккайдо) — японский футболист, нападающий.

## Карьера
На протяжении своей футбольной карьеры выступал за клубы «ДЖЕФ Юнайтед Итихара», «Иокогама Ф. Маринос», «Реал Вальядолид», «Виссел Кобе», «Иокогама».

## Национальная сборная
С 1995 по 2001 год сыграл за национальную сборную Японии 35 матчей, в которых забил 7 голов.

## Статистика за сборную
| Сборная Японии | Сборная Японии | Сборная Японии |
| Год            | Матчи          | Голы           |
| -------------- | -------------- | -------------- |
| 1995           | 1              | 0              |
| 1996           | 3              | 0              |
| 1997           | 13             | 4              |
| 1998           | 10             | 1              |
| 1999           | 5              | 0              |
| 2000           | 2              | 2              |
| 2001           | 1              | 0              |
| Итого          | 35             | 7              |

## Достижения
- Кубок Джей-лиги: 2001